# Diplazium assimile
Diplazium assimile är en majbräkenväxtart som först beskrevs av Stephan Ladislaus Endlicher och som fick sitt nu gällande namn av Richard Henry Beddome.
Diplazium assimile ingår i släktet Diplazium och familjen Athyriaceae. Inga underarter finns listade i Catalogue of Life.

## Bildgalleri

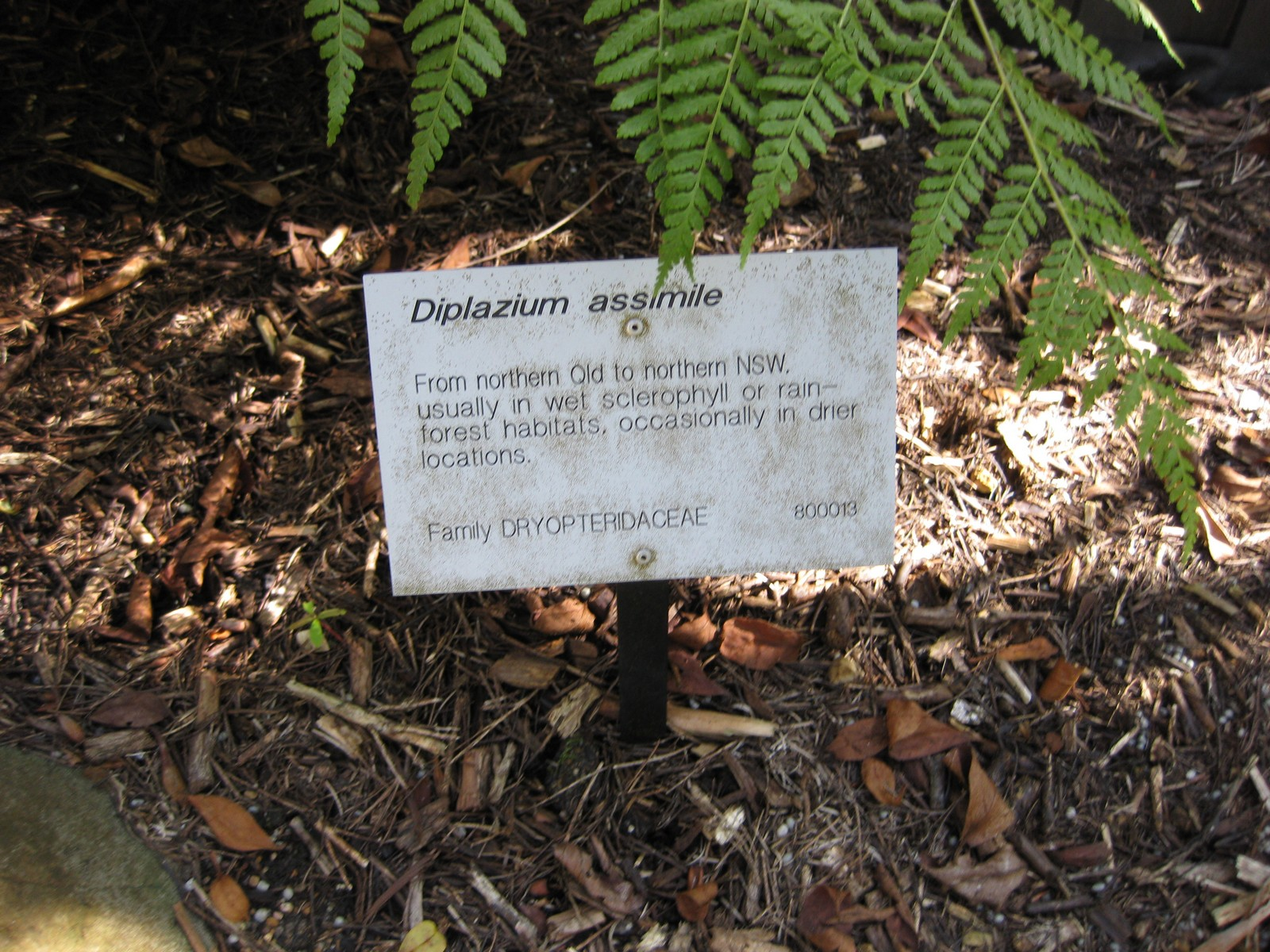
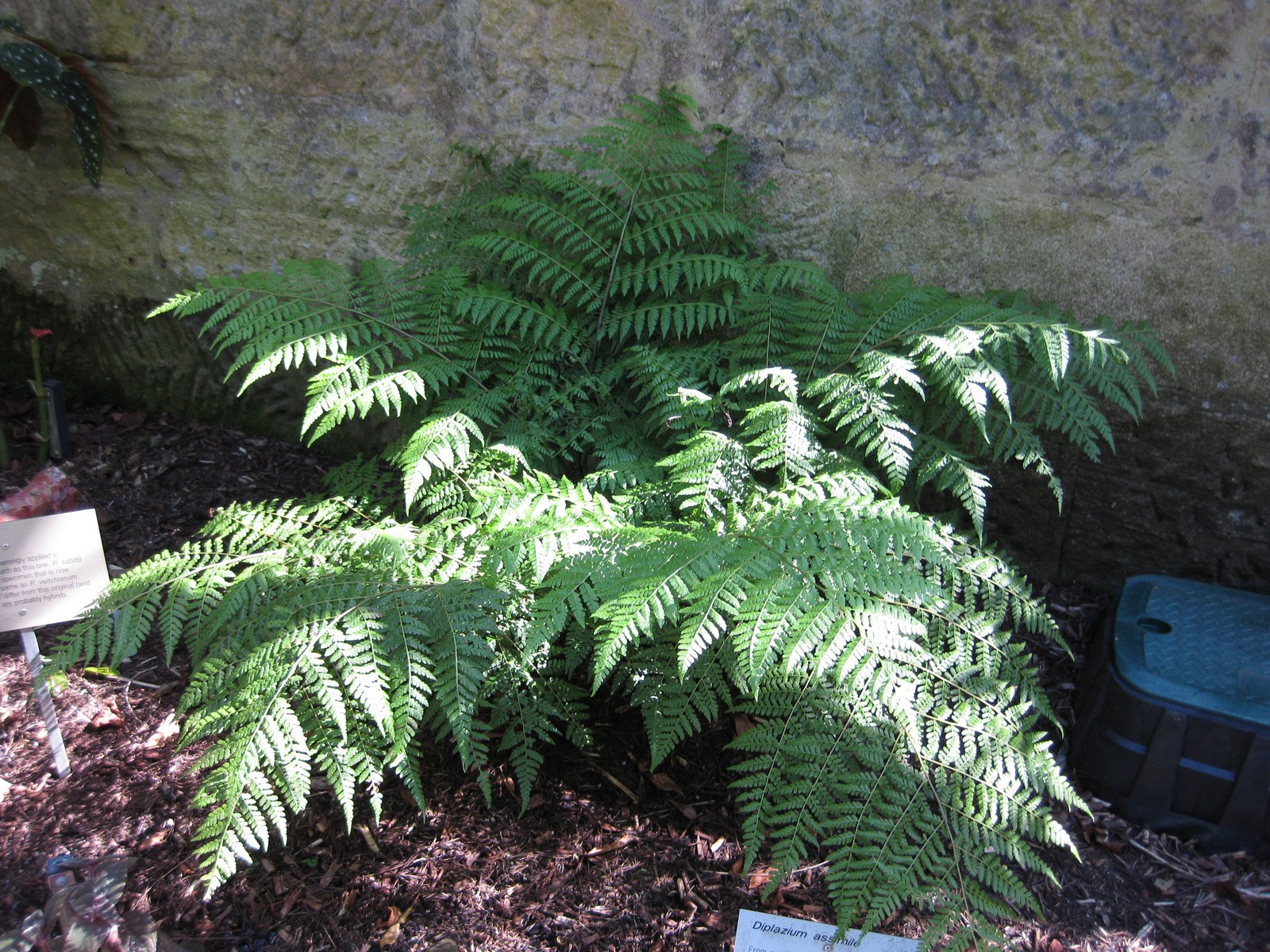